# Devontae Jordan
Devontae Jordan (Bassett, ...) è un giocatore di football americano statunitense, che gioca come runningback per i Vienna Vikings.